# Cleome omanensis
Cleome omanensis là một loài thực vật có hoa trong họ Màng màng. Loài này được (D.F.Chamb. & Lamond) Thulin mô tả khoa học đầu tiên năm 2002 publ. 2003.